# Erna Donat
Erna Donat (* 5. April 1914 in Berlin; † 7. Juli 1995 in Hannover) war eine deutsche Journalistin und Schriftstellerin.

## Leben
Erna Donat arbeitete unter anderem als Feuilletonistin der Hannoverschen Allgemeinen Zeitung. Daneben schrieb sie Romane, Erzählungen und verfasste Schauspielerporträts. Mit Hilfe eines Stipendiums vom Auswärtigen Amt konnte sie sich einen Aufenthalt in Florenz finanzieren.
1982 wurde Donat mit der Verleihung des Nicolas-Born-Preises geehrt, eines Literaturpreises des Landes Niedersachsen.

## Werke (Auswahl)
- Babineck. Roman, Braunschweig: Westermann, 1956
  - 2. Auflage, 6.–8. Tsd., [1958]
- Das hübsche Fräulein Faber. Roman, Braunschweig: Westermann, 1958
- Elsa Wagner / Erna Donat (= Reihe Theater heute, Ausgabe 1); Velber bei Hannover: Friedrich, 1962
  - Sprechplatte: Elsa Wagner spricht aus: Die Ameyss im Fleische von Jacques Audiberti. Die Frauen von Trachis nach Sophokles von Ezra Pound
  - Text: Donat, Erna: Elsa Wagner
- La bella signorina Faber (= Das hübsche Fräulein Faber) (= Collana di romanzi, No. 68), Torino: Frassinelli, 1963
- Die nackte Dame meines Vaters. Feuilletons, Jugenderinnerungen, mit einem Nachwort von Ursula Bode, Hannover: Postskriptum-Verlag, 1983, ISBN 978-3-922382-18-8 und ISBN 3-922382-18-5; Inhaltsverzeichnis